# Дуб Петра Могили
Дуб Петра Могили — ботанічна пам'ятка природи місцевого значення, розташована на території Національного природного парку «Голосіївський» у Голосіївському районі міста Києва. Оголошена рішенням Київради від 26 травня 2016 року.

## Опис
Дерево дуба черещатого віком 500 років. Висота дерева 35 м, на висоті 1,3 м це дерево має 5 м в охопленні.

## Галерея

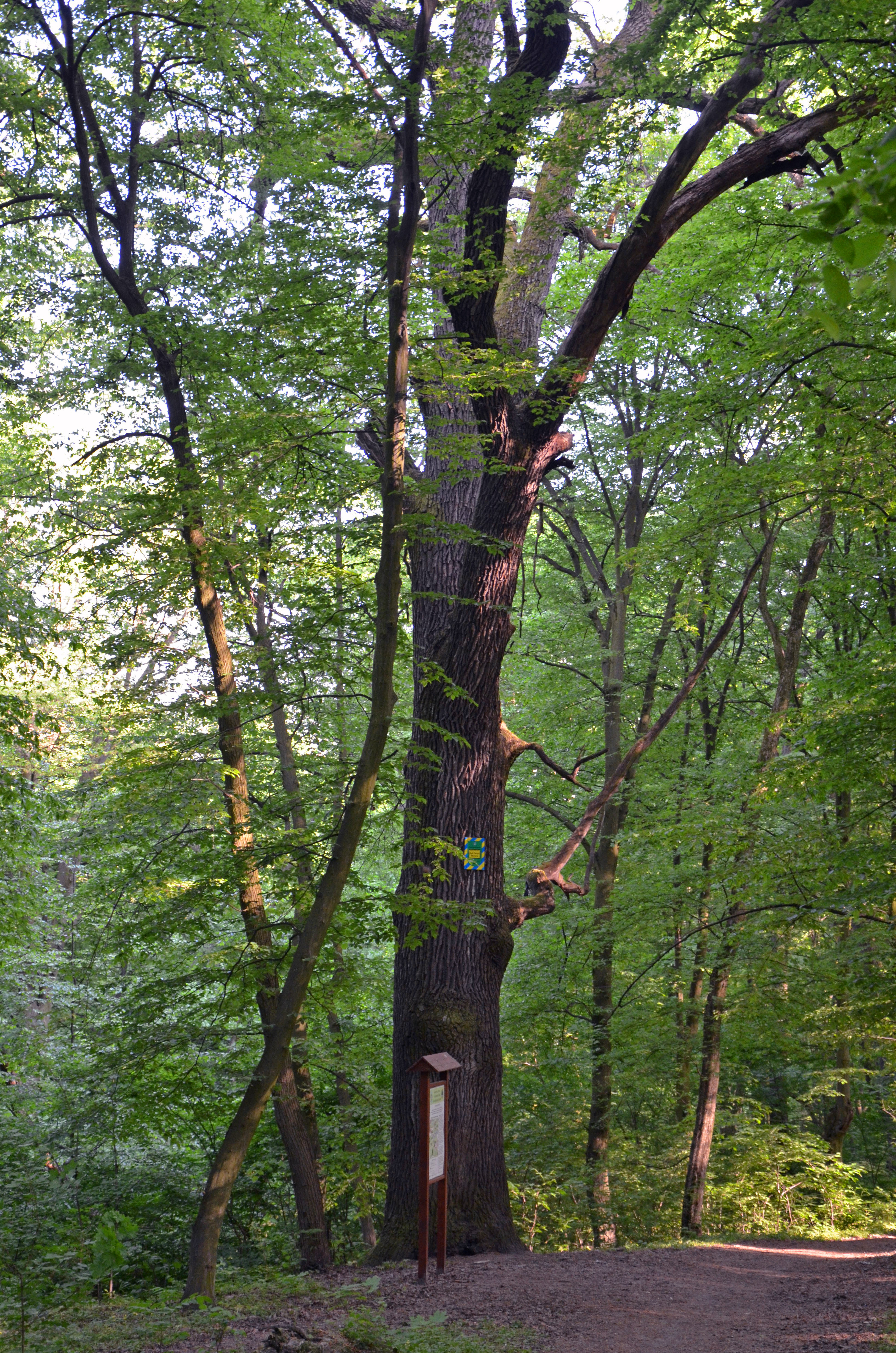
Дуб Петра Могили
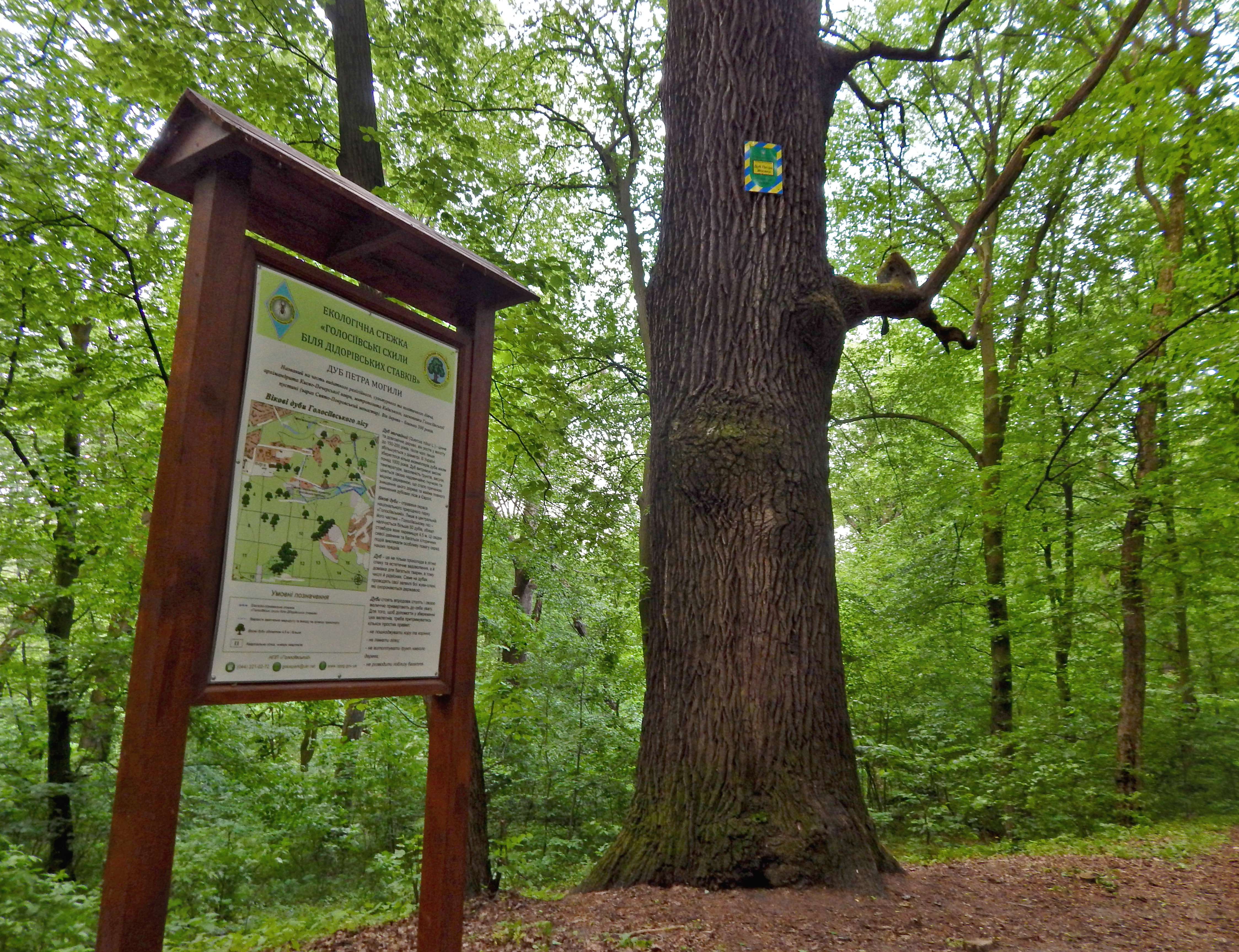
Стенд поряд з дубом
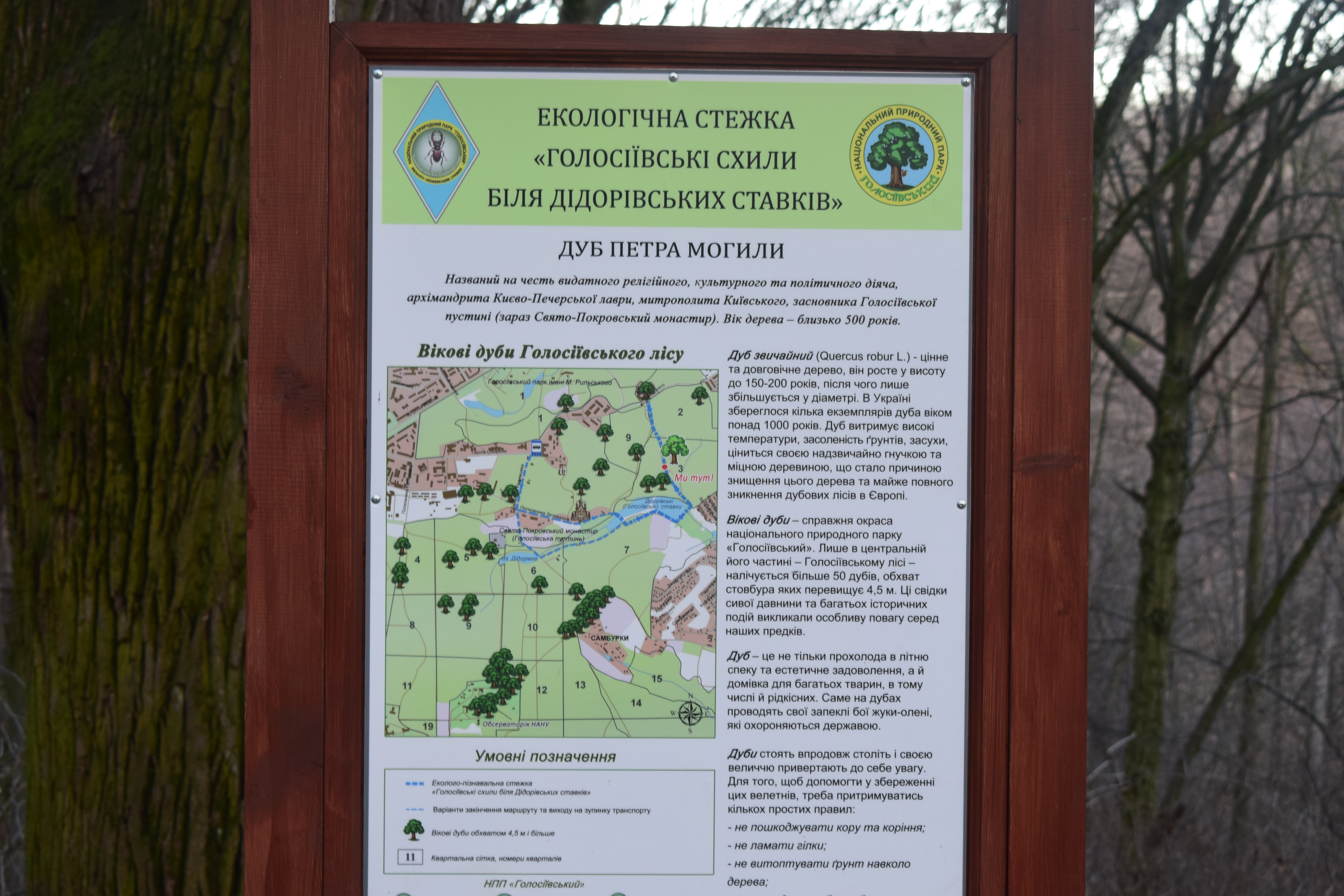
Карта вікових дубів
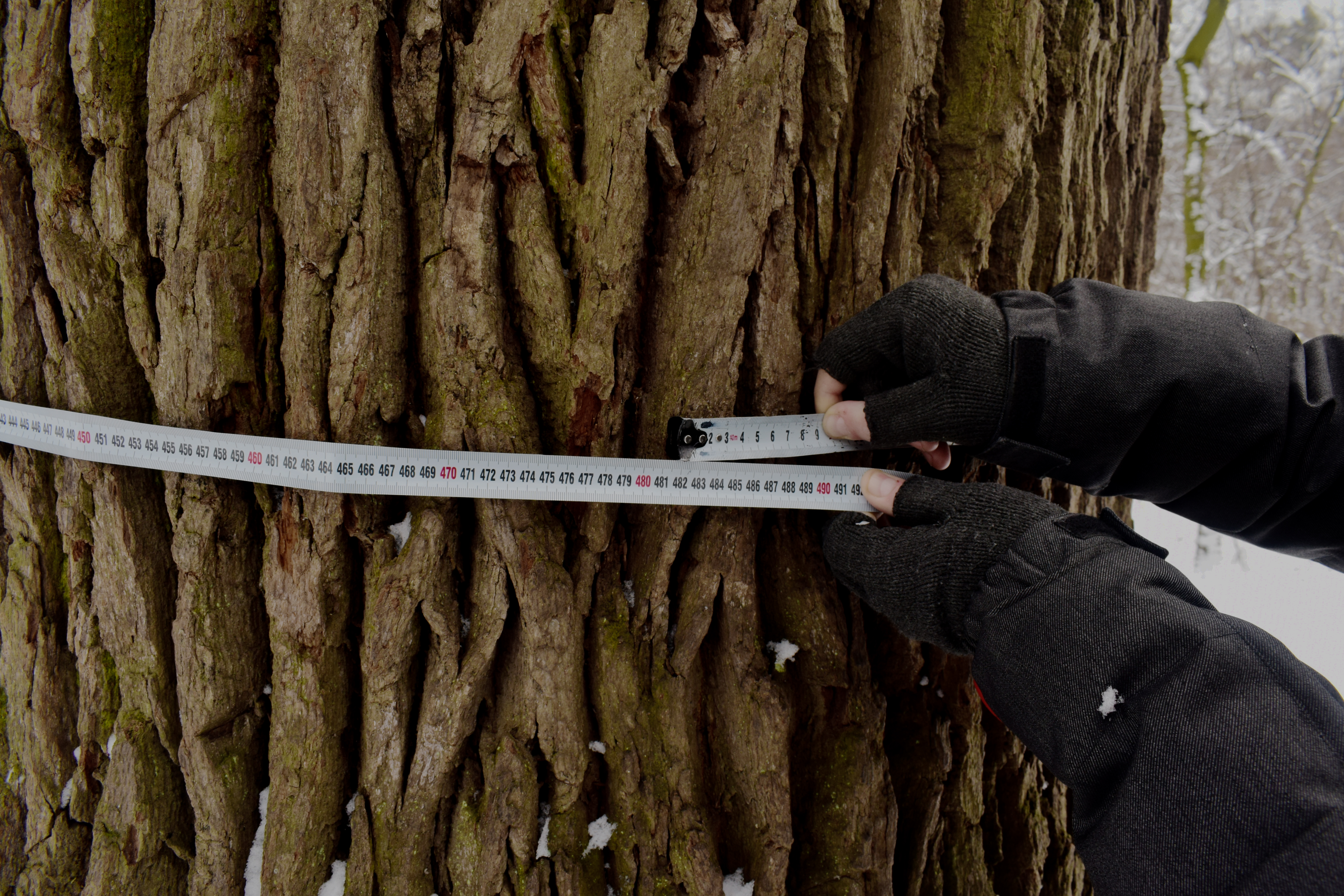
Обхват
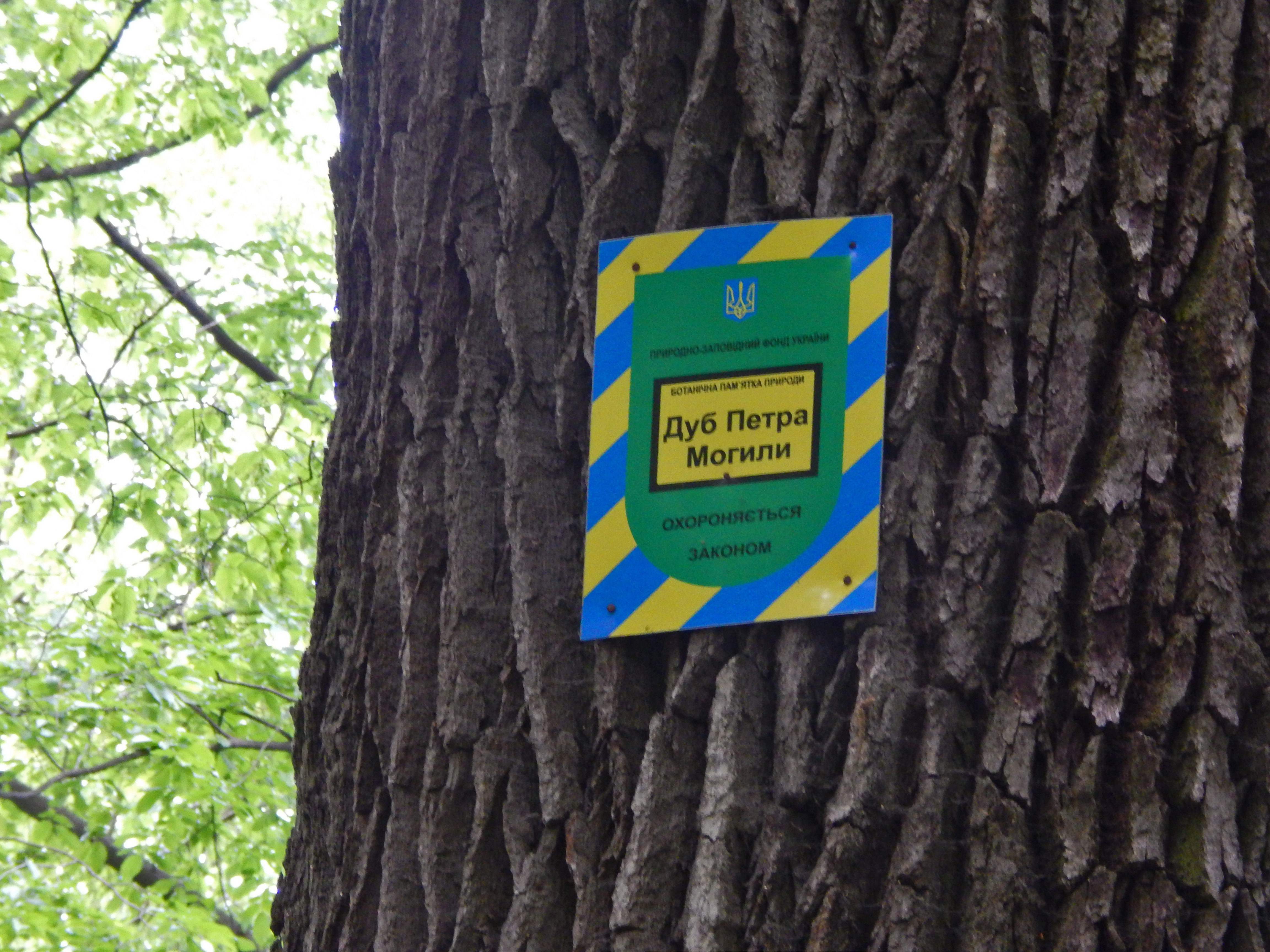
Табличка